# 方蚌
方蚌，是在子不语里登场的一种妖怪，大的有丈许,小的长数尺,蚌壳打开,壳里面有蓝色的夜叉躺在里面。有人在閩出海口樵采的时候发现。点石斋画报另也有方蚌藏夜叉的记载。其蚌壳黏在自己背上，不能脱下来。

## 参看
- 中国妖怪列表